# Maladie de Hailey-Hailey
Pour les articles homonymes, voir Hailey (homonymie).
 Mise en garde médicale
La maladie de Hailey-Hailey (appelée à tort pemphigus bénin chronique familial) est une maladie de peau caractérisée par de petites vésicules qui apparaissent principalement aux endroits du corps exposés à la transpiration et au frottement : aisselles, aine, plis des bras et des jambes, cou etc.
Il s'agit d'une maladie génétique due à la mutation d'un gène. Les membres d'une même famille peuvent en être atteint suivant la transmission de ce gène, d'où le qualificatif de familial. Les premiers symptômes de la maladie apparaissent en général à l'âge adulte. Bien que souvent dénommée pemphigus bénin familial, la maladie de Hailey-Hailey n'est pas un pemphigus.

## Historique
La maladie de Hailey–Hailey fut originellement décrite par les frères Hailey (Hugh Edward et William Howard) en 1939. On parle parfois du syndrome de Gougerot-Hailey-Hailey pour reconnaître la contribution d'Henri Gougerot en 1933.

## Description

### Signes et symptômes
La maladie se caractérise par des éruptions de rougeurs et d'ampoules sur la peau, habituellement dans les replis de la peau, mais aussi fréquemment sur de larges surfaces du corps. Les ampoules, douloureuses, se rompent et parfois deviennent infectées et à vif. De nouvelles ampoules se forment au-dessus de la peau abîmée dans ce qui semblent être un cycle d'éruptions sans fin.

### Causes
La cause de la maladie est une haploinsuffisance de l'enzyme ATP2C1. Le gène ATP2C1 est situé sur le chromosome 3 et encode la protéine hSPCA1. À cause d'une mutation sur une copie du gène, seulement la moitié de cette protéine est fabriquée et les cellules de la peau n'adhèrent pas ensemble correctement, provoquant acantholyse, ampoules et rougeurs. Il n'y a pas de remède.

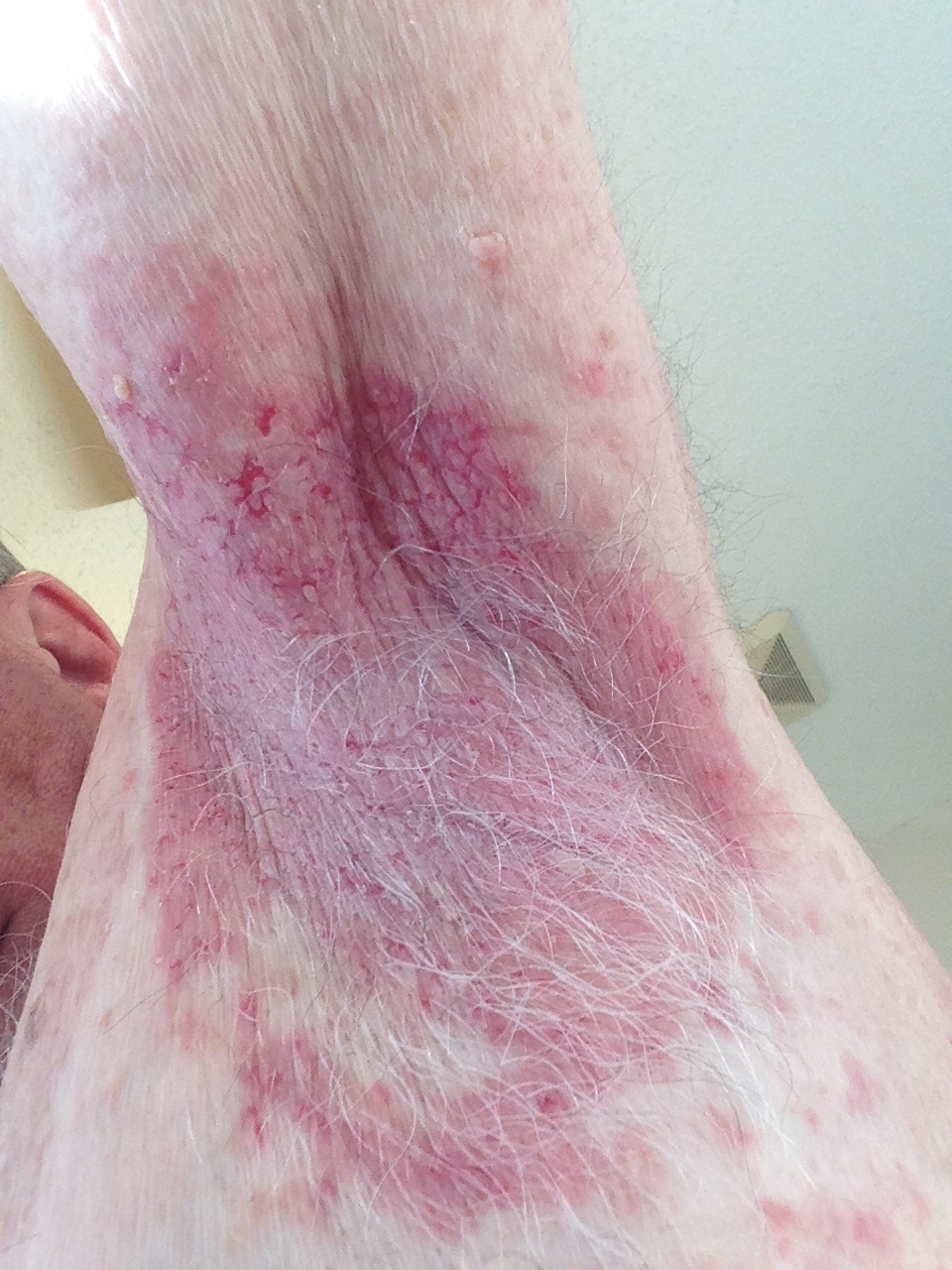
Lésion légère de Hailey-Hailey axillaire gauche, non infectée

Le diagnostic différentiel inclut l'intertrigo, la candidose, et une dermatite de contact. Une biopsie et/ou l'historique familial peuvent servir de confirmation. L'absence de lésions orales et d'anticorps intercellulaires distingue le pemphigus bénin familial d'autres formes de pemphigus.

## Traitement
Des préparations de corticostéroïdes aident durant les éruptions ; l'usage du plus faible corticostéroïde efficace est recommandé afin de prévenir l'amincissement de la peau. Des médicaments tels les antibiotiques, les antifongiques, les corticostéroïdes, la dapsone, le méthotrexate, la thalidomide, l'étrétinate, la cyclosporine et, plus récemment, l'Alefacept intramusculaire peuvent éventuellement contrôler la maladie mais sont inefficaces pour des formes chroniques sévères ou avec rechutes.
Des injections de toxines botuliques afin d'inhiber la transpiration pourraient être bénéfiques. Maintenir un poids sain, éviter la chaleur et les frottements des zones affectées, et garder ces zones propres et sèches peuvent aider à prévenir les éruptions.
Certains patients ont été soulagés par un traitement au laser qui brûle la zone superficielle de l'épiderme, permettant à la peau saine de repousser à sa place. Des infections secondaires à bactéries, champignons et/ou virus sont fréquentes et peuvent aggraver une éruption.
La naltrexone (antagoniste opioïde employé à 50 à 100 mg/j pour les dépendances aux opiacés) à faible dose (1,5 à 4,5 mg/j) soulagerait la maladie de Hailey-Hailey ceci avec peu d'effet secondaire et un coût faible aux doses ici  utilisées,.
Certains patients ont remarqué que les éruptions étaient provoquées par certains aliments, leurs cycles hormonaux et le stress.
Certains patients s'organisent en association,.